# 黄维若
黄维若（1950年10月17日—），汉族，中华人民共和国剧作家，中央戏剧学院教授，博士生导师，第十一届全国政协委员。
担任中央戏剧学院教授。2008年，当选第十一届全国政协委员，代表教育界，分入第四十组。

## 作品
- 话剧《眉间尺》
- 话剧《思凡之后》
- 话剧《秦王政》
- 话剧《秀才与刽子手》
- 歌剧《苍原》（1995年，与冯柏铭合作，徐占海、刘晖作曲）
- 歌剧《沧海》
- 歌剧《楚霸王》
- 歌剧《我心飞翔》
- 歌剧《运河谣（英语：The Canal Ballad）》（2012年，黄维若、董妮夫妇合作[4]，印青作曲）
- 话剧《样式雷》（2015年）